# Psammoecus x-notatus
Psammoecus x-notatus es una especie de coleóptero de la familia Silvanidae.

## Distribución geográfica
Habita en Taiwán (China).